# Замировський Никифор Матвійович
Ники́фор Матві́йович Замиро́вський (*14 грудня 1898 — †11 травня 1948) — білоруський військовик часів Російської імперії та СРСР, генерал-майор, учасник Першої та Другої світової війни, Громадянської війни в Росії.

## Життєпис
Народився 14 грудня 1898 року (на могилі Замировського на Введенському кладбищі у Москві — вказаний 1896 рік народження) у селі Дзиневичі Малоберестовицької волості Гродненського повіту Гродненської губернії Російської імперії (тепер — село у Берестовицькому районі Гродненської області Білорусі) у родині селянина. Білорус.
У 1915 році разом із родиною втік із Білорусі до Росії.
Із травня 1916 по листопад 1917 року — у Російській імператорській армії. 20 травня 1916 року — призваний на військову службу та зарахований до 58-го запасного піхотного полку. Через 3 місяці — направлений на Південно-Західний фронт, де воював у складі 28-го піхотного Полоцького полку 7-ої піхотної дивізії. Цього ж року і при цьому ж полку закінчив навчальну команду та служив молодшим і старшим унтер-офіцером.
У листопаді 1917 року — демобілізований.

### Громадянська війна
У 1918 році — закінчив школу інструкторів при командних курсах міста Тамбов. Із лютого 1918 року — у Червоній армії. Вступив у 1-ий Тамбовський загін. У березні разом з полком потрапив на Уральський фронт, де воював з білокозаками командиром взводу і помічником командира роти. У грудні загін переформували у 16-й стрілецький полк. Із червня 1919 року — воювал з полком на Східному фронті проти військ адмірала Колчака. Згодом — на Петроградському фронті проти військ генерала Юденича.
У листопаді 1919 року — переведений на посаду командира запасного батальйону.
У травні 1920 року — переведений на Польський фронт, де командував ротою 388-го Богунського стрілкового полку і воював проти білополяків.

### Між Громадянською і Другою світовою
Після Громадянської війни — полк Замировського перейменували в 130-й Богунський стрілецький у складі 44-ї стрілецької дивізії. Замировський був начальником команди пішої розвідки, командиром роти, начальником полкової школи та командиром батальйону полку.
Із жовтня 1925 по вересень 1926 року — навчався на курсах «Постріл». Після курсів — був начальником штабу Богунського полку.
У 1928 році — отримав перший Орден Червоного Прапора — за звитягу у боях під Сухолісами під час прориву з оточення біля Ольшаниці на Польському фронті у 1920 році.
Із 1930 по 1931 рік — навчався на заочному факультеті Військової академії РСЧА імені М. В. Фрунзе.
Із листопада 1931 року — командир 130-го Богунського стрілецького полку 44-ї стрілецької дивізії Українського військового округу.
Із листопада 1933 року — командир та військовий комісар 106-го Сахалінського стрілецького полку 36-ї стрілецької дивізії Забайкальського військового округу.
17 лютого 1936 року — отримав звання полковник.
Із жовтня 1937 року — командир 108-го Бєлорєченського стрілецького полку.
22 лютого 1938 року — отримав медаль «XX років Робітничо-Селянській Червоній Армії». Цього ж року — арештований. Як учасник антирадянської військово-фашистської змови.
Із лютого 1939 року — старший викладач тактики Тамбовського піхотного училища.
Із січня 1940 року — викладач тактики Вищої військової школи штабної служби.
Із квітня 1941 року — заступник командира 83-ї гірничострілецької дивізії Середньоазійського військового округу.

### Друга світова війна
Із липня 1941 року по 31 травня 1942 року — командир 310-ої стрілецької дивізії (формувалась у Акмолинській області Казахської РСР) 54-ої армії. Із вересня по жовтень 1941 року частини дивізії брали участь у Синявінській операції. У жовтні 1941 року дивізія перейшла до 4-ої армії і разом з нею брала участь у Тихвінській оборонній та наступальній операціях. Частини дивізії виснажили ворожі сили, змусили супротивника перейти до оборони і зірвали ворожі плани створити друге кільце оточення навколо Ленінграда. Із грудня 1941 року — дивізія у складі армії увійшла до складу сформованого Волховського фронту і знаходилася у обороні біля міста Кіриші Ленінградської області.
22 січня 1942 року — отримав звання генерал-майор.
6 лютого 1942 року —  отримав другий Орден Червоного Прапора.
Із липня по вересень 1942 року — командир 115-ої стрілецької дивізії 54-ої армії, яка  знаходилася у обороні північно-західніше міста Кіриші. У вересні 1942 року — відсторонений від командування та призначений старшим викладачем тактики Курсів удосконалення командного складу Волховського фронту.
У грудні 1942 року — отримав Медаль «За оборону Ленінграда».
Із січня по листопад 1943 року — командир 71-ої стрілецької дивізії, з якою 
брав участь прориві блокади Ленінграда. У квітні 1943 року дивізію вивели в резерв Ставки Верховного Головнокомандування, а до травня передислокували до Рязанської області, а згодом — включили до складу 27-ї армії Степового військового округу. Із липня 1943 року дивізія в складі Степового, а згодом — Воронезького фронту брала участь у Курській битві, Бєлгородсько-Харківської операції, звільнила від німецьких загарбників низку населених пунктів на західному березі річки Ворскла.
8 лютого 1943 року — Замировський отримав Орден Кутузова 2 ступеня, а 15 вересня 1943 року — Орден Вітчизняної війни 1 ступеня.
24 вересня 1943 року дивізія Замировського з боями вийшла на лівий берег річки Дніпро, звільнила селище Бортничі і перейшла до оборони. Потім, увійшовши до складу 38-ї армії 1-го Українського фронту, вела бої на правому березі Дніпра. Але вже у листопаді — через нібито втрату управління дивізією та самовільний відхід із займаних позицій — Замировського 
усунули з посади та зарахували у розпорядження Військової ради 60-ї армії. 
Із грудня 1943 по травень 1944 — командир 1031-го стрілецького полку 280-ої стрілецької Конотопсько-Коростенської дивізії.
Із березня по квітень 1944 року — тимчасово виконував обов'язки командира 351-ої стрілецької дивізії.
Із травня 1944 року — заступник командира 8-ї стрілецької Ямпільської дивізії.
Із жовтня 1944 року і до кінця війни — заступник командира 46-ї запасної стрілецької дивізії Приволзького військового округу.
3 листопада 1944 року — отримав третій Орден Червоного Прапора, 21 лютого 1945 року — Орден Леніна. А у листопаді 1945 року — Медаль «За перемогу над Німеччиною у Великій Вітчизняній війні 1941-1945рр.».

### Останні роки
Після війни — перебував у розпорядженні Головного управління кадрів Народного комісаріату оборони.
Із серпня 1945 року — начальник Курсів удосконалення командного складу піхоти Біломорського військового округу. У травні 1946 року — переведений на ту саму посаду у Приволзький військовий округ.
10 жовтня 1946 року — звільнений у запас.
Помер 11 травня 1948 року у Москві. Похований на Введенському кладовищі.

## Родина
Був одружений. Мав, щонайменше, двох дітей. 
Станом на 2015 рік донька Замировського та її діти жили у Москві.

## Образ у мистецтві
- Один із героїв роману Олександра Чаковського «Блокада». У 1970-их роках за мотивами твору було знято однойменну художню кіноепопею з чотирьох фільмів. Полковника Никифора Замировського зіграв Володимир Трещалов.
- Фігурує у оповіданні Миколи Оплесніна «Три переправи».
- Фігурує у оповіданні Давида Славентантора «Вогні Волхова»[2].